# Nucflash
Nucflash ist ein Begriff (Codewort) aus der Terminologie des US-Militärs und bezeichnet die Möglichkeit einer unbeabsichtigten Auslösung eines nuklearen Sprengkopfes oder des nicht autorisierten Einsatzes von Kernwaffen. Der Spielfilm WarGames – Kriegsspiele beschreibt ein solches Ereignis. Ähnliche Szenarien finden sich in den Spielfilmen Dr. Seltsam, oder wie ich lernte, die Bombe zu lieben und in dem Roman "The Bedford Incident". Informationen zu einer tatsächlichen Nucflash-Meldung sind nicht bekannt.

## Verwandte Begriffe
- Broken Arrow
- Bent Spear
- Empty Quiver
- Dull Sword
- Faded Giant